# Delantal

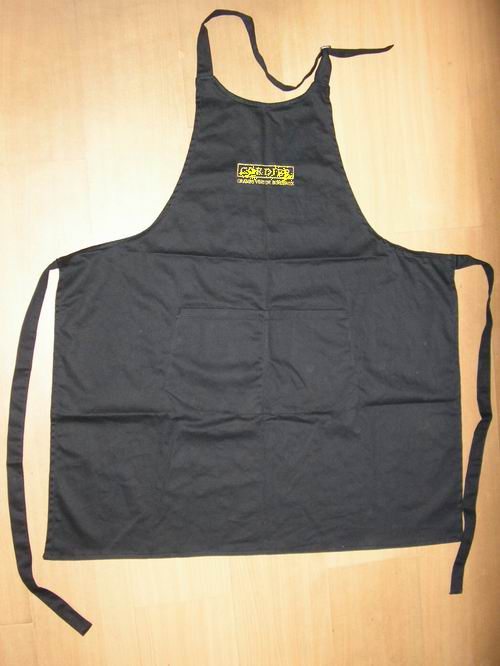
Delantal

El delantal o mandil es una prenda protectora externa que cubre principalmente el frente del cuerpo. Puede utilizarse por razones higiénicas o para proteger la ropa contra el desgaste. El delantal es comúnmente una parte del uniforme de varios tipos de oficios, incluyendo camareros, enfermeras y trabajadores domésticos. Los delantales también se emplean en muchos establecimientos comerciales, ante todo de cuerpo entero, para proteger las ropas contra el desgaste. También se usan mucho para cocinar, sobre todo para cocineros noveles.
Además de tela, los delantales se pueden fabricar de una gran variedad de materiales. Los delantales de goma son utilizados comúnmente por las personas que trabajan con productos químicos peligrosos, y los delantales de plomo suelen ser usados por personas como radiólogos que trabajen cerca de radiación. Los delantales, como los empleados por los carpinteros, pueden tener muchos bolsillos para sostener las herramientas. Los que son a prueba de agua, hechos de PVC, son convenientes para lavar los platos y cocinar.

## El delantal en el hogar

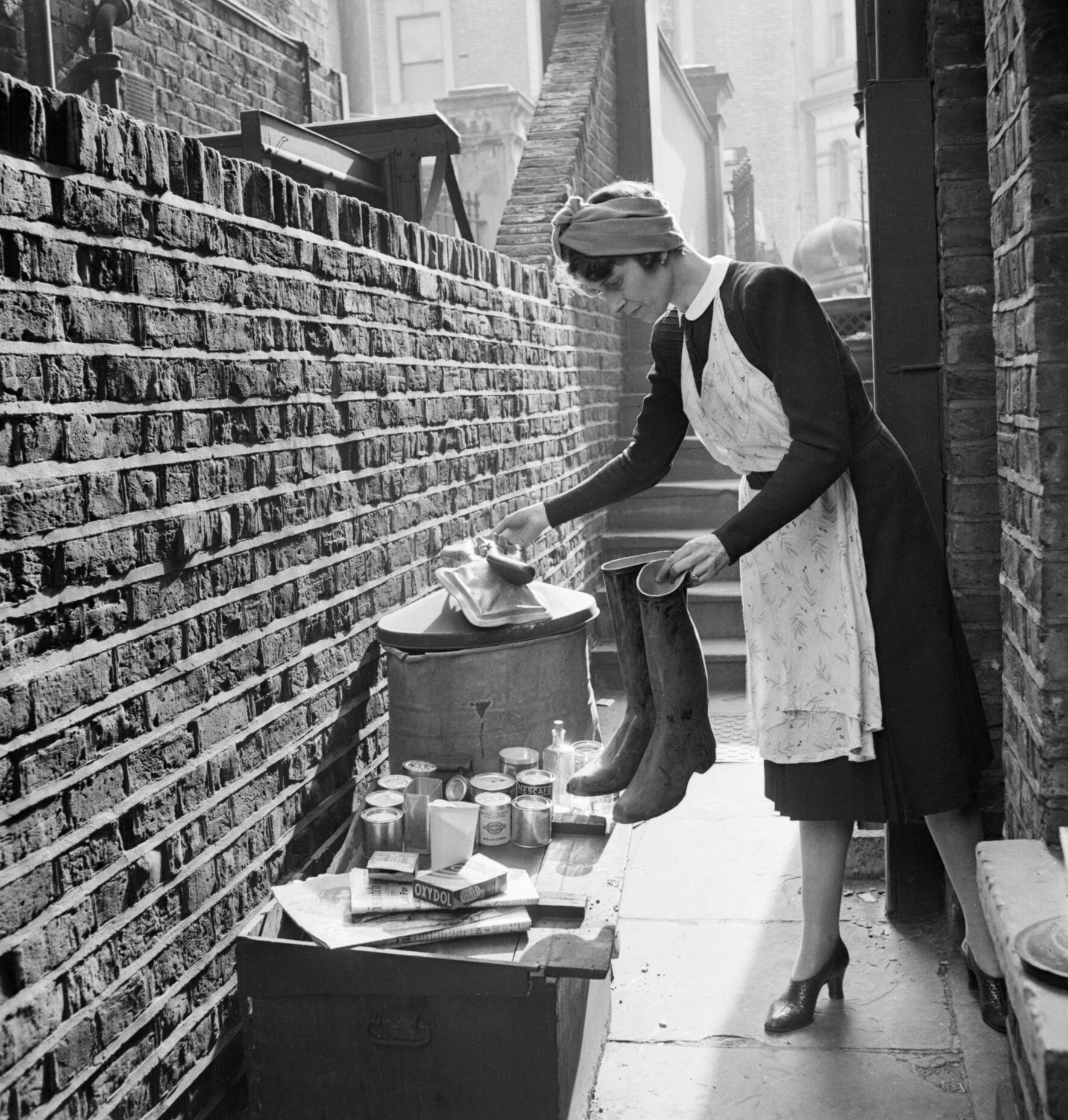
Ama de casa británica con delantal, 1942.

El delantal fue visto tradicionalmente como ropa esencial para cualquier persona que hiciera labores domésticas. El abaratamiento de la ropa y las lavadoras en los años 1960 provocaron la primera decadencia de los delantales en algunos países, como Estados Unidos. Sin embargo, la práctica del uso de delantales sigue siendo importante en muchos lugares.
Hoy en día el delantal, también llamado mandil, se usa en los trabajos para cubrir el cuerpo contra líquidos o cualquier cosa que pueda atentar a la salud del trabajador. El delantal ha gozado de un renacimiento de menor importancia, en el sentido de que mujeres y hombres lo utilizan ahora para realizar tareas domésticas. Por ejemplo, un artículo en el Wall Street Journal afirmaba en 2005 que el delantal está gozando de un renacimiento como accesorio retro-chic en los Estados Unidos. Sin embargo, todavía no es tan frecuente como lo era antes de los años 60.
Los delantales se consideran, hoy en día, igualmente apropiados para mujeres y hombres por la mayoría de la gente. Sin embargo, las normas sociales aseguran que las mujeres usen con frecuencia una ropa más cara y pueden, por lo tanto, desear probablemente más la protección de un delantal. Esto también se puede creer si se piensa que los delantales han sido la ropa tradicional para cocinar y lavar platos, cosa que solían hacer más las mujeres.

## Delantal de zapatero

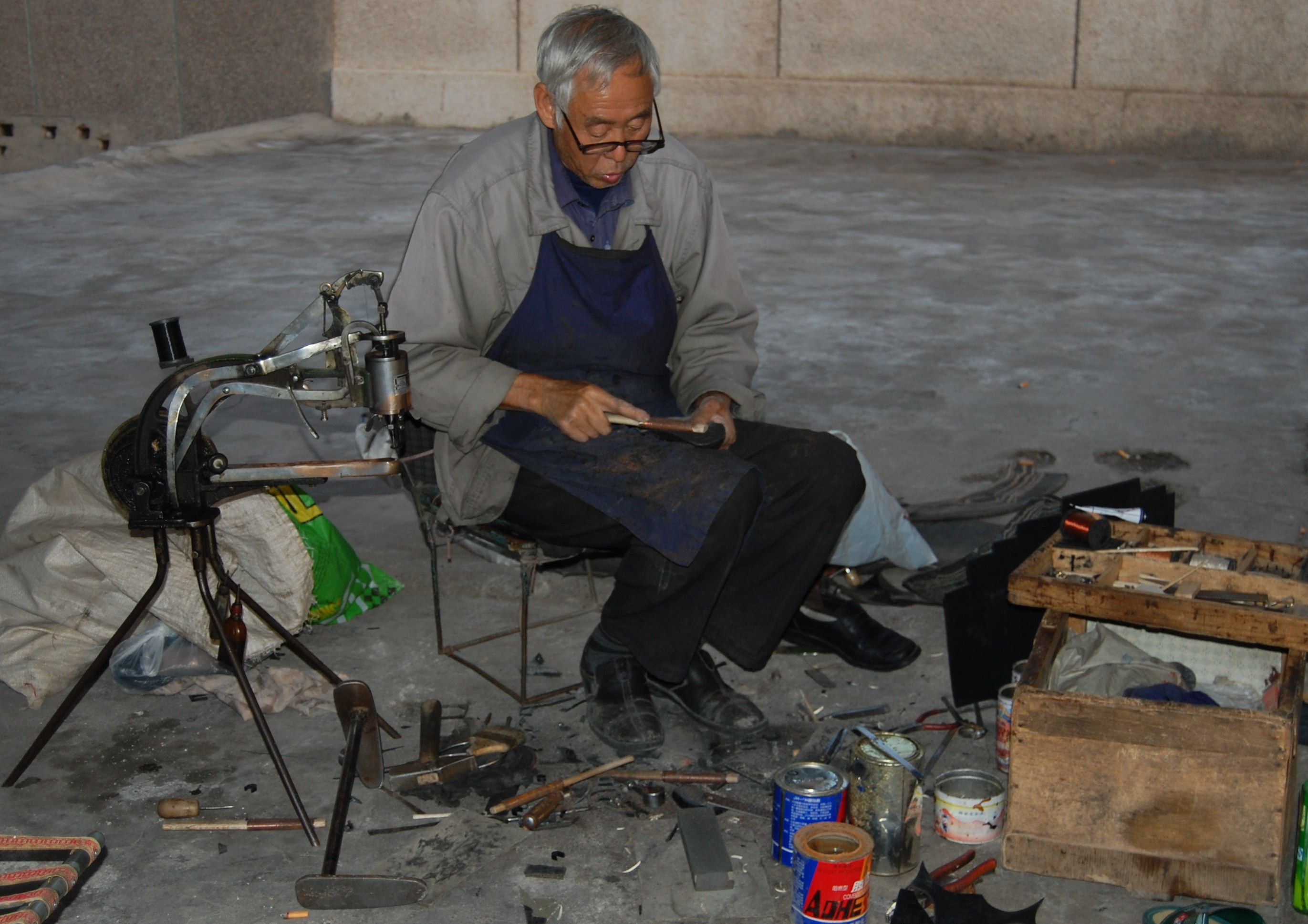
Zapatero trabajando con delantal

El delantal de los zapateros es ordinariamente un pedazo de tela común o de sarga más o menos fuerte, que después de dar vuelta al cuerpo, se sujeta atrás a la altura de la cintura por medio de un broche.
Antiguamente los zapateros hacían el delantal de una piel de carnero, sin duda conservando el hábito de trabajar en el cuero. Con esta piel formaban una especie de babador por medio de una correa pasada en cruzlrtras o bien dos ojales practicados en el medio o los lados: otras dos tiras de cuero le fijaban alrededor de los riñones; todo lo que traspasaba no servía más que para preservar las rodillas del trabajador que por lo general, está sentado en su taburete bastante bajo y sin respaldo. Esta es la posición que adopta siempre para tener los ojos muy cerca de la obra. Se encuentran de todo tipo de formas y tamaños.

## El delantal/el mandil como elemento ritualístico en la francmasonería

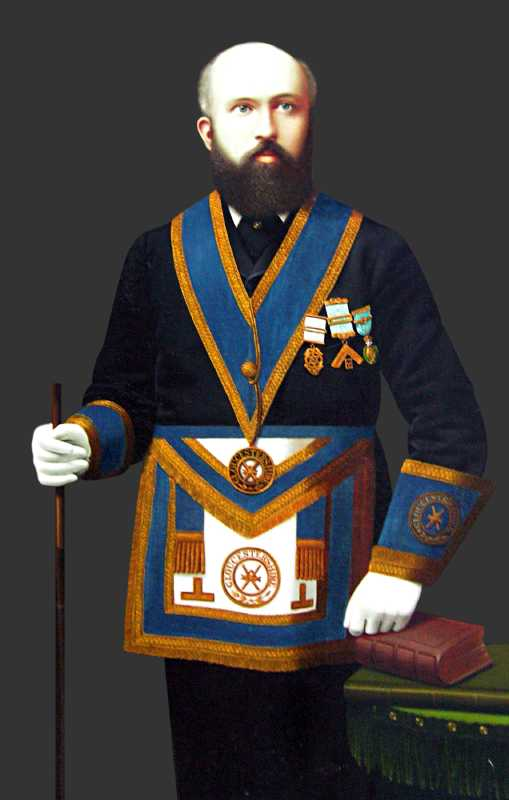
Francmasón con sus arreos, uno de ellos el mandil.

Una de las prendas masónicas o arreos, el mandil (del latín mantile), es un trozo de tela cuadrangular e impermeable que, por medio de una cinta o cuerda azul, se sujeta al cuerpo a la altura de la cintura (por arriba del ombligo pues, según las creencias de la Antigüedad, la región hipogástrica es el asiento de los instintos animales, y debe cubrirse si se busca el crecimiento espiritual) que sirve para proteger la ropa durante los trabajos rudos. Desempeña un rol esencial en los distintos rituales de la francmasonería, debido a que esta desciende de los antiguos gremios de constructores de catedrales de la Edad Media, quienes utilizaban esta indumentaria para protegerse de los rigores propios de aquel tipo de trabajo. Según lo estipulado por las tradiciones de la masonería, el mandil debe elaborarse con piel de cordero blanca, pura y sin manchas.
La francmasonería en sus diferentes ritos y grados ha conservado el uso de este elemento como muestra del trabajo y servicio que debe mostrar todo miembro de la orden, sin perjuicio de los demás significados simbólicos que cada rito y grado francmasónico le dé a esta prenda. Es, pues, un símbolo de trabajo, y en cada grado de la masonería el mandil se porta de maneras específicas (por ejemplo, en el grado de aprendiz se usa con la baveta o solapa o faldeta levantada, símbolo del deseo de crecer espiritualmente), y para cada grado se elabora con colores específicos (por ejemplo, en el grado de maestro se usa con el reverso [de color negro, con una calavera rodeada de nueve lágrimas] como anverso y viceversa). El anverso y el reverso simbolizan el día y la noche. El mandil oculta el chacra de las emociones y protege la zona genital. Incluye varios símbolos en cada una de las caras: en el anverso, variables según el grado; en el reverso, una calavera y un grupo de lágrimas.[cita requerida]
En la masonería, el mandil protege contra las pasiones, para dominarlas. Simboliza el trabajo. Cada miembro de la logia debe llevarlo puesto obligatoriamente en cada sesión de trabajo, aunque los masones del grado 33 del rito escocés antiguo y aceptado pueden no usarlo, pues para ellos el trabajo ha terminado.[cita requerida]

## Delantal de cocinero o repostero
El delantal de cocinero o delantal repostero es una prenda de vestir utilizada tradicionalmente para proteger la ropa de manchas, líquidos o residuos mientras se preparan alimentos, tanto en entornos domésticos como profesionales. Su uso se extiende también a otras actividades donde es necesario mantener la higiene o proteger la ropa del usuario, como en la repostería, la panadería, o incluso en algunos ámbitos industriales y sanitarios.

### Historia y evolución
Durante décadas, el delantal fue considerado un elemento esencial del atuendo doméstico, especialmente entre quienes realizaban tareas del hogar. En muchas culturas, su uso estuvo estrechamente ligado al rol tradicional de la mujer en la cocina y el cuidado del hogar. Por ejemplo, en países como el Reino Unido o Estados Unidos, era común ver a las amas de casa utilizar delantales de forma cotidiana hasta mediados del siglo XX.
Sin embargo, a partir de la década de 1960, factores como la democratización del acceso a la ropa económica y la popularización de las lavadoras provocaron una disminución en su uso en algunos países occidentales. A pesar de esta caída en popularidad, el delantal nunca desapareció por completo y ha continuado utilizándose, especialmente en contextos profesionales.

### Renacimiento y uso contemporáneo
En el siglo XXI, el delantal ha experimentado un modesto resurgimiento, tanto por razones prácticas como estéticas. En algunos países, como Estados Unidos, ha sido reivindicado como un accesorio retro-chic, siendo adoptado por nuevos públicos sin distinción de género. Su diseño también ha evolucionado, encontrándose hoy versiones modernas que combinan funcionalidad con estilo.
Actualmente, los delantales son percibidos como prendas neutras en cuanto al género, y se usan ampliamente tanto por hombres como por mujeres. No obstante, algunas normas sociales y cuestiones prácticas, como el tipo de vestimenta que se desea proteger, pueden influir en su frecuencia de uso.

### Características
Los delantales de cocina y repostería suelen cubrir el torso y parte de las piernas, y se atan con cintas alrededor de la cintura y el cuello. Pueden estar confeccionados en diversos materiales, como algodón, lino o tejidos sintéticos resistentes al agua y al calor. Algunos modelos incluyen bolsillos para utensilios, refuerzos en zonas clave, o diseños decorativos adaptados a gustos personales o entornos profesionales.